# Agapanthia nicosiensis
Agapanthia nicosiensis es una especie de escarabajo del género Agapanthia, familia Cerambycidae. Fue descrita científicamente por Pic en 1927.
Habita en Chipre.